# フラミンゴ目
フラミンゴ目（フラミンゴもく、Phoenicopteriformes）は、鳥綱に分類される目。フラミンゴ科のみが現生する。この記事では、主に唯一現生するフラミンゴ科について解説する。

## 形態
全長80 - 145センチメートル。頸部は長く、頸椎数は19個。全身は赤やピンク色。フラミンゴという名称は、ラテン語で「炎」を指すflammaに由来するとする説もある。この羽色は、食物に含まれるカロチノイド系の色素に由来する。一定の色彩になるまで、求愛行動や繁殖を行わないとされる。一度繁殖に成功したペアのうちオスが育雛（後述のフラミンゴミルク）により色褪せてしまい、ペアが解消されたという報告例もあるため、ペアを維持する役割もあると考えられている。
嘴は先端が下方に湾曲する。上嘴は下嘴よりも小型。嘴の縁は櫛歯状になっている。後肢は非常に長い。趾の間には水かきがある。第1趾は非常に小型か、アンデスフラミンゴ属では欠く。
雛は灰色の綿羽で被われ、嘴が湾曲しない。雛の嘴が特殊化していないのは、後述するフラミンゴミルクによる給餌を受けやすくするためだと考えられている。

## 分類
化石記録から起源は古いとされているが、分類上の位置については様々な説があった。1893年に提唱された分類体系では、鶴鷺目Gressores内の紅鶴亜目Phoenicopteriとされた。1931年にはコウノトリ目に含む説が提唱され、近年までこの分類が踏襲されることもあった。1951年にはフラミンゴ類のみで、本目を構成する説が提唱されている。2000年代にはミトコンドリアDNAなどの分子系統解析から、カイツブリ目の姉妹群とする解析結果が得られるようになった。一例として2008年に発表された鳥綱169種の核DNAの分子系統推定でも、カイツブリ目の姉妹群という解析結果が得られている。2005年に本目とカイツブリ目で構成される系統に対し、Mirandornithesという名称が提唱された。この名称はラテン語で「驚くべき（英語でいうwonderful）」の意があるmirandaと、古代ギリシャ語で「鳥」の意があるornisに由来する
この2つの目が分岐したのは約3300万年前である。このMirandornithesの外側に、おそらく、かつてフラミンゴ科に分類されていた始新世の絶滅属ユンシタルスス Juncitarsus が位置する。
旧オオフラミンゴPhoenicopterus ruberの亜種を、独立種P. roseusとする説もある。
以下の現生種の分類・英名はIOC World Bird List (v 10.2)に従う。和名は山階(1986)に従う。
- コフラミンゴ属 Phoeniconaias
  - Phoeniconaias minor コフラミンゴ Lesser flamingo
- アンデスフラミンゴ属 Phoenicoparrus - 嘴の基部の色彩は黄色や橙色[1]。第1趾がない[1]。
  - Phoenicoparrus andinus アンデスフラミンゴ Andean flamingo
  - Phoenicoparrus jamesi  コバシフラミンゴ James's flamingo
- フラミンゴ属 Phoenicopterus - 大型種で構成される[1]。嘴も大型で、基部の色彩は赤やピンク色[1]。
  - Phoenicopterus chilensis チリーフラミンゴ Chilean flamingo
  - Phoenicopterus roseus Greater flamingo
  - Phoenicopterus ruber American flamingo

## 生態
主に熱帯や亜熱帯の水辺に生息するが、アンデスフラミンゴ属は標高の高い場所に生息する。頸部や後肢を伸ばしながら飛翔する。
珪藻や藍藻・無脊椎動物を食べる。浅瀬で採食を行い、採食時には頭部を下げて嘴を後方へ向ける。これにより上嘴に水が溜まり、水を排水することで嘴の櫛歯に食物が濾しとられる。小型種は嘴の形状の特殊化が顕著。大型種（フラミンゴ属）は小型種ほどは嘴が特殊化しておらず大型であることもあり、水生昆虫の幼虫や甲殻類・巻貝類なども食べる。後肢を使って足踏みし、水底の沈殿物を浮かせて採食することもある。
雛には多量のカンタキサンチンを含む、そ嚢からの赤い分泌物（フラミンゴミルク）を与える。このとき親鳥は自分の体内に含まれていた色素も与えるため、育雛により色褪せてしまう。
自然下ではアルカリ性の湖・塩湖などの特殊な環境にも生息・適応しているため、ほとんど捕食者がいない。
泥を積み上げた塚状の巣をつくり、1個の卵を産む。雌雄ともに抱卵・育雛を行う。

## 人間との関係
卵が食用とされることもある。舌も食用とされたり、脂肪が薬用になると信じられていることもある。
鉱業による水質汚染、食用の乱獲などにより、生息数が減少している種もいる。特殊な環境に適応したため、環境の変化による影響も懸念されている。一例としてケニアのナクルでは湖に下水処理を行ったため、1980年にコフラミンゴの大量死が発生した。
飼育下では一定の羽色にならないかぎり繁殖行動を行わないことから、繁殖が難しいとされていた。餌にすりおろしたニンジンやエビ類・キサントシアニンを混入するなど、一定の羽色を保つための工夫が行われている。P. ruber（旧亜種ベニイロフラミンゴ）はアメリカ合衆国で1939年に、コフラミンゴは1980年にブロンクス動物園で初めて飼育下繁殖に成功した。

## 画像

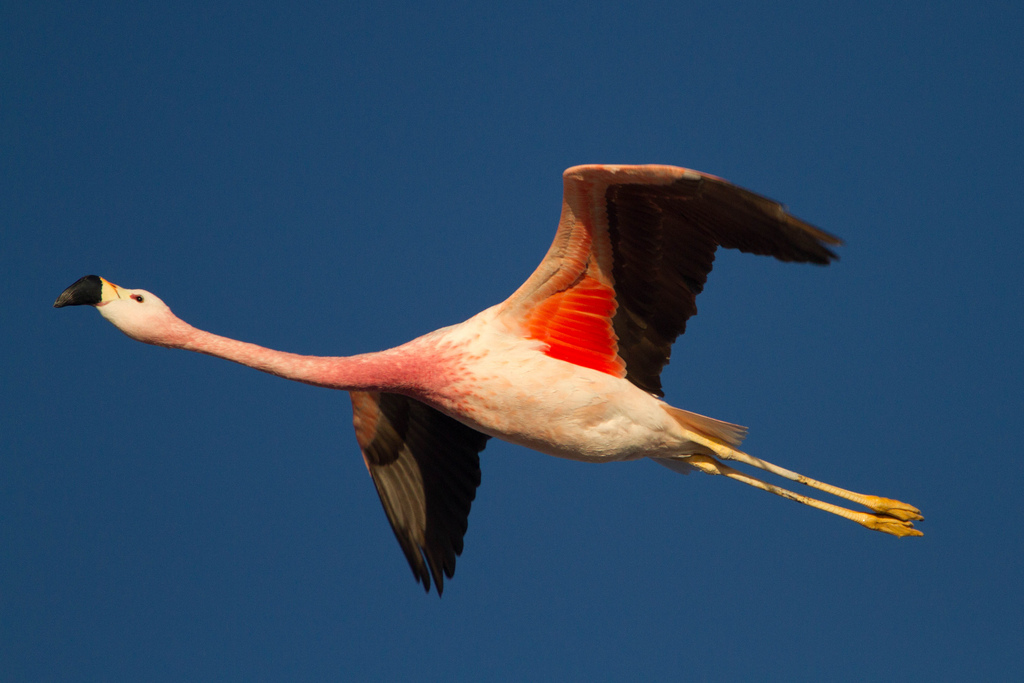
飛翔 (P. andean)
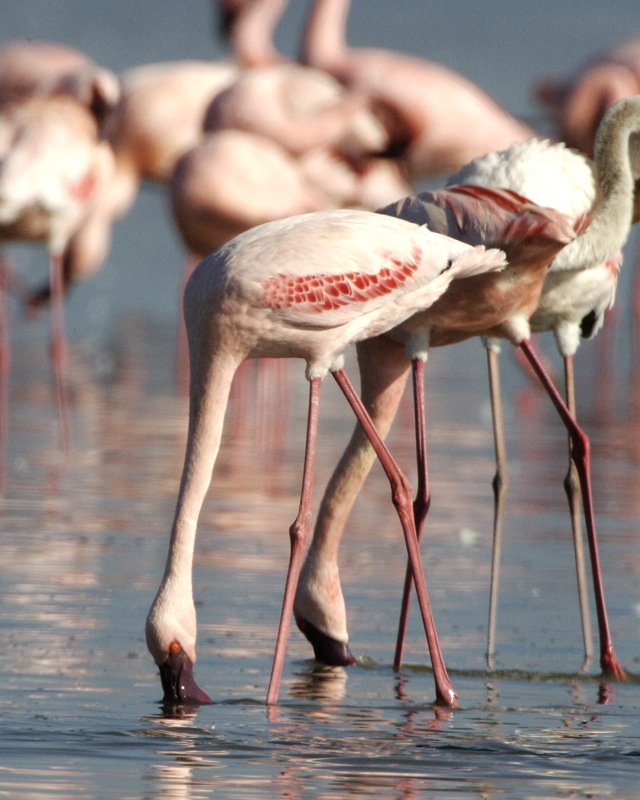
採食姿勢